# Roemerita
La roemerita o römerita es un mineral de la clase de los minerales sulfatos. Fue descubierta en 1858 en las minas de Rammelsberg cerca de Goslar, en el estado de Baja Sajonia (Alemania), siendo nombrada así en honor de Friedrich Adolph Roemer, geólogo alemán. Sinónimos poco usados son: romerita, bückingita o louderbackita.

## Características químicas
Es un sulfato hidratado de hierro, sin aniones adicionales. Se forma por oxidación de la pirita

## Formación y yacimientos
Aparece como mineral secundario, producto de la alteración temprana por oxidación de la pirita o pirrotita, por lo que se encuentra comúnmente asociado a otros sulfatos de hierro. Más raramente también se ha encontrado como producto sublimado de fumarolas volcánicas.
Suele encontrarse asociado a otros minerales como: copiapita, melanterita, voltaíta, halotriquita, szomolnokita, kornelita, rozenita, siderotilo o alunita.

## Usos
Se extrae en las minas como mena del metal de hierro. Los ejemplares para coleccionismo deben conservarse encerrados aislados del aire, ya que es muy higroscópico y se altera rápidamente.